# Michael Clarke Duncan
Michael Clarke Duncan (Chicago, 10 december 1957 – Los Angeles, 3 september 2012) was een Amerikaans acteur. Hij werd voor zijn rol in The Green Mile genomineerd voor zowel een Academy Award als een Golden Globe. Hij kreeg onder meer een Saturn Award daadwerkelijk toegekend.

## Biografie
Duncan kwam uit een deel van Chicago waar een 'carrière' in het drugsmilieu een constante verleiding is. Hij wist niettemin te voorkomen dat hijzelf in aanraking met de politie kwam. Hij wilde acteren en begon aan een opleiding hierin, maar werd gedwongen te stoppen en voor zijn familie te zorgen toen zijn moeder ziek werd. Duncan werd bodyguard van beroemdheden als Will Smith, Martin Lawrence, Jamie Foxx, LL Cool J en The Notorious B.I.G. Een vriend viel voor hem in op de nacht dat Notorious B.I.G. werd neergeschoten – deze gebeurtenis was voor hem aanleiding om met het bodyguardwerk te stoppen. Daarbij figureerde hij vanaf 1995 met naamloze filmrolletjes en gastoptredens in televisieseries. Dankzij zijn niet geringe postuur verscheen hij doorgaans als bodybuilder, dommekracht of uitsmijter.
Duncan brak in 1999 door als acteur toen hij de enorme gevangene John Coffey speelde in The Green Mile, de verfilming van Stephen Kings gelijknamige boekenreeks. De van zichzelf al bijna twee meter lange acteur werd daarin door middel van trucages nog groter weergegeven dan hij van zichzelf is. Het acteerwerk dat Duncan daarbij leverde werd zodanig gewaardeerd dat hij voor meer dan tien filmprijzen werd genomineerd, waarvan hij een Broadcast Film Critics Association Award, een Black Reel Award en een Saturn Award daadwerkelijk won.
In 2003 speelde de Afro-Amerikaanse Duncan Wilson 'The Kingpin' Fisk, een van origine blank personage, in de stripverfilming Daredevil, omdat hij de enige was die zowel het juiste postuur als het acteertalent had voor de rol. Veel critici prezen hem voor de manier waarop hij Kingpin speelde.
Duncan had van september 2010 tot zijn overlijden in 2012 een relatie met de televisiepersoonlijkheid Omarosa Manigault Newman.
Op 13 juli 2012 werd Duncan getroffen door een hartstilstand. Hij werd met spoed naar een ziekenhuis in Los Angeles gebracht. De artsen lieten weten dat zijn situatie stabiel was. Op 3 september 2012 overleed hij alsnog, op 54-jarige leeftijd, aan de hartproblemen die het gevolg waren van de hartstilstand.

## Filmografie
- 2015: The Challenger - Duane
- 2013: From the Rough - Roger
- 2012: The Finder - Knox
- 2011: Cross – Erlik
- 2009: Street Fighter: The Legend of Chun-Li – Balrog
- 2009: The Slammin' Salmon – Cleon 'Slammin' Salmon
- 2008: Kung Fu Panda – Commander Vachir the Javan Rhino (stem)
- 2008: Delgo – Elder Marley (stem)
- 2008: Welcome Home, Roscoe Jenkins – Otis
- 2007: American Crude – Spinks
- 2007: The Last Mimzy – Nathaniel Broadman
- 2007: Slipstream – Mort / Phil
- 2007: One Way – The General
- 2006: Brother Bear 2 – Tug (stem)
- 2006: Air Buddies – The Wolf
- 2006: School for Scoundrels – Lesher
- 2006: Talladega Nights: The Ballad of Ricky Bobby – Lucius Washington
- 2005: The Island – Starkweather
- 2005: Sin City – Manute
- 2005: Dinotopia: Quest for the Ruby Sunstone – Stinktooth the Tyrannosaurus (stem)
- 2005: The Golden Blaze – Thomas Tatum/Quake (stem)
- 2005: Racing Stripes – Clydesdale (stem)
- 2004: Pursued – Franklin
- 2004: George and the Dragon – Tarik
- 2004: D.E.B.S. – Mr. Phipps
- 2004: The Land Before Time XI: Invasion of the Tinysauruses – Big Daddy the Mussaurus (stem)
- 2003: Brother Bear – Tug (stem)
- 2003: Daredevil – Wilson Fisk/The Kingpin
- 2002: The Scorpion King – Balthazar
- 2001: They Call Me Sirr – Coach Griffin
- 2001: Planet of the Apes – Attar
- 2001: Cats & Dogs – Sam (stem)
- 2001: See Spot Run – Murdoch
- 2000: The Whole Nine Yards – Franklin 'Frankie Figs' Figueroa
- 1999: The Black and the White – Earl Clayton
- 1999: The Green Mile – John Coffey
- 1999: Breakfast of Champions – Eli
- 1999: The Underground Comedy Movie – Gay Virgin
- 1998: Armageddon – Bear
- 1998: A Night at the Roxbury – Bouncer
- 1998: Bulworth – Bouncer
- 1998: The Players Club – Bodyguard
- 1998: Caught Up – BB
- 1997: Back in Business – Huge Guard
- 1995: Friday – Craps Player (niet op de aftiteling)